# Ковпинський вихід (пам'ятка природи)
Ко́впинський ви́хід (Ковпинська криниця) — гідрологічна пам'ятка природи місцевого значення в Україні. Розташована у межах Новгород-Сіверського району Чернігівської області, на схід від села Ковпинка і на північ від села Пушкарі. 
Площа 0,1 га. Статус присвоєно згідно з рішенням Чернігівського облвиконкому від 27.04.1964 року № 236; від 10.06.1972 року № 303; від 27.12.1984 року № 454; від 28.08.1989 року № 164. Перебуває у користуванні Ковпинської сільської ради. 
Статус присвоєно для збереження кількох потужних джерел, які б'ють з крейдяних відкладів.